# Evangelista (Bach)

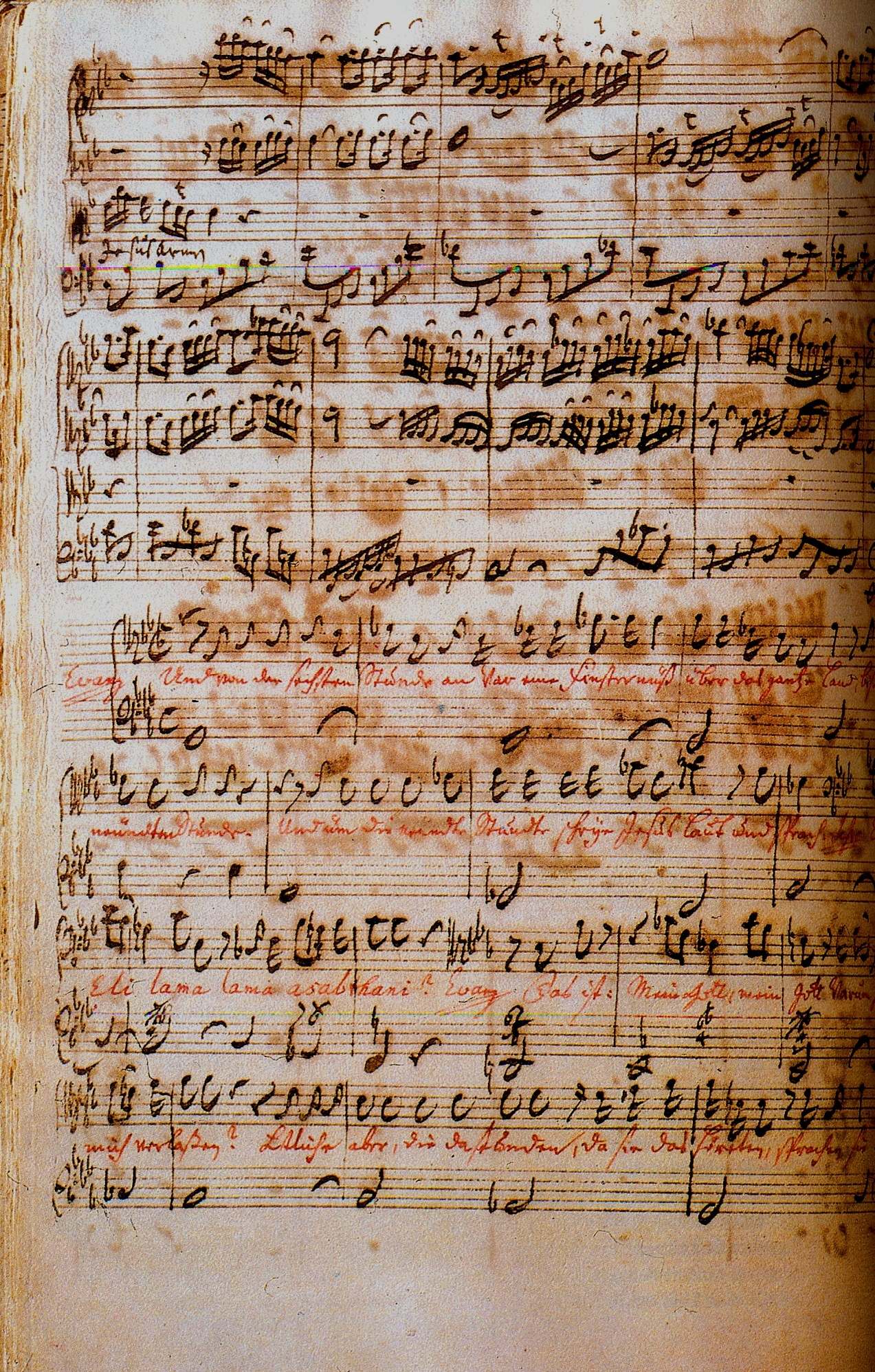
Inicio de un recitativo (Pasión según San Mateo, n.º 61), las palabras de la Biblia están escritas en rojo.

El Evangelista en la música de Johann Sebastian Bach es la parte para tenor que hay en sus oratorios y pasiones que narra en recitativo secco las palabras exactas de la Biblia, traducidas por Martín Lutero.
La parte aparece en las siguientes composiciones: la Pasión según San Juan, la Pasión según San Mateo y en el Oratorio de Navidad, así como en la Pasión según San Marcos y el Oratorio de la Ascensión, también conocido como Lobet Gott in seinen Reichen, BWV 11. Algunas cantatas también contienen recitativos con citas bíblicas, asignados a la voz de tenor.
Bach no fue el primero en hacer uso de este tipo de papel para el tenor. Existe en obras de Heinrich Schütz (1585-1672) (Weinachtshistorie, Matthäuspassion, Lukaspassion, Johannespassion) y recibe también la denominación de Evangelista. En contraste, la vox Christi o voz de Cristo está siempre en la voz de bajo en las composiciones de Bach, incluyendo un gran número de cantatas.

## En pasiones y oratorios
El Evangelista interpreta en recitativo secco acompañado únicamente por un bajo continuo.
- En la Pasión según San Juan la historia abarca los capítulos 18 y 19 del Evangelio de Juan. Las primeras versiones de la Pasión según San Juan contenían dos líneas adicionales de Mateo que hacían referencia al llanto del discípulo Pedro y a cómo se rasgó la cortina del templo. Bach representó el llanto mediante un expresivo melisma y el desgarro con una enérgica progresión descendente seguida de un trémolo, pero suprimió esta parte en versiones posteriores.
- La Pasión según San Mateo cuenta los capítulos 26 y 27 completos del Evangelio de Mateo.
- La Pasión según San Marcos basada en el Evangelio de Marcos se ha perdido, pero ha sido reconstruida por diversos académicos.
- El Oratorio de Navidad se basa en el Evangelio de Lucas para las partes de la primera a la cuarta, mientras que emplea el de Mateo para las partes quinta y sexta.
- En el Oratorio de la Ascensión  la historia se construye verso a verso partiendo de diversas fuentes bíblicas. el primer recitativo del Evangelista (movimiento 2) es de (Lucas 24:50-51), el segundo (5) de (Hechos 1:9) y (Marcos 16:19); el tercero (7) de (Hechos 1:10-11); el último (9) de (Lucas 24:52a), (Hechos 1:12) y (Lucas 24:52b). El texto bíblico es narrado por el tenor en el papel de Evangelista. En su tercer recitativo dos hombres son citados, debido a ello el tenor y el bajo cantan en un arioso.[2]
- El Oratorio de Pascua es una excepción, en este sentido, ya que consiste en una obra de teatro con cuatro personajes bíblicos sin narración.

## En cantatas
El Evangelista se encarga de la narración en múltiples cantatas.
- En Jesus nahm zu sich die Zwölfe, BWV 22 (7 de febrero de 1723, domingo antes de Pascua), la cantata comienza con una escena del Evangelio, el anuncio del sufrimiento en Jerusalem, citando (Lucas 18:31-34). El tenor como Evangelista empieza la narración desde el versículo 31, «Jesus nahm zu sich die Zwölfe» (Jesús reunió a los doce). A su vez, el bajo como vox Christi (voz de Cristo) canta el anuncio del sufrimiento «Sehet, wir gehn hinauf gen Jerusalem» (He aquí, que subimos hacia Jerusalén), una fuga coral ilustra la reacción de los discípulos.

- En Am Abend aber desselbigen Sabbats, BWV 42 (8 de abril de 1725, primer domingo después de Pascua), el tenor empieza tras la Sinfonía de apertura, acompañado por el continuo en notas rápidas repetidas, que posiblemente ilustran el ansioso latir del corazón de los discípulos cuando Jesús aparece, "En la noche, sin embargo, del mismo Sabbath, cuando los discípulos se habían reunido y la puerta estaba cerrada por temor a los Judíos, Jesús vino y se caminó entre ellos", (Juan 20:19).

- En Er rufet seinen Schafen mit Namen, BWV 175 (22 de mayo de 1725, Martes de Pentecostés), el tenor canta el recitativo inicial, «Er rufet seinen Schafen mit Namen und führet sie hinaus» (Él llama a sus ovejas por su nombre y las conduce afuera), (Juan 10:3).

- En Siehe, ich will viel Fischer aussenden, BWV 88 (21 de julio de 1726, 5º domingo después de la Trinidad), el tenor empieza el segundo movimiento con un recitativo basado en  «Jesus sprach zu Simon» (Jesús dijo a Simón), (Lucas 5:10).

- En Wer Dank opfert, der preiset mich, BWV 17 (22 de septiembre de 1726, 14º domingo después de la Trinidad), el tenor empieza el segundo movimiento con un recitativo basado en (Lucas 17:15-16).

## Intérpretes notables
Algunos tenores son conocidos en especial por sus interpretaciones del Evangelista. Entre ellos se encuentran los siguientes:
- Theo Altmeyer
- Gervase Elwes
- Karl Erb, mencionado en la novela Doktor Faustus de Thomas Mann como Erbe, que en español significa "herencia".
- Kurt Equiluz
- John van Kesteren
- Peter Pears
- Christoph Prégardien
- Peter Schreier
- James Taylor
- Steuart Wilson

## Bach, el quinto evangelista
Con frecuencia, se hace referencia al propio Johann Sebastian Bach como el quinto evangelista, por su interpretación fiel de las fuentes bíblicas. En 1929, el obispo sueco Nathan Söderblom llamó a las cantatas de Bach «el Quinto Evangelio».